# あいことば4
『あいことば4』（あいことばフォー）は、日本のシンガーソングライター・山猿が2017年4月12日にエピックレコードジャパンから発売した3枚目（通算4枚目）のオリジナルアルバムである。

## 内容
前作『超あいことば -THE BEST-』から約半年、オリジナルアルバムとしては『あいことば3』から約1年2か月ぶりとなる。
本作のカバーアートではタイトルにちなみ、山猿がレイザーラモンHGの衣装で芸である「フォー」のポーズを披露している。なお、撮影当日にはレイザーラモンHGも演技指導に立ち合い、当人から正式に「2代目レイザーラモンHG」の称号を得たという。
初回生産限定盤と通常盤の2形態で発売され、初回生産限定盤には特典として「バイバイ‥」のミュージックフィルムと、「幸せのありか」のミュージック・ビデオ、レイザーラモンHGと共演した今作のフォトセッションのメイキング映像が収録されたDVDが同梱された。

## 収録曲
| 全作詞: 山猿。 |                      |           |                                    |                              |          |      |
| #              | タイトル             | 作詞      | 作曲                               | 編曲                         | 補編曲   | 時間 |
| 1.             | 「カゲロウ」         | 山猿      | 山猿、Naoki Itai                   | Naoki Itai、pw.a             |          | 4:23 |
| 2.             | 「Now Scream!!」     | 山猿      | 山猿、Naoki Itai、モチヅキヤスノリ | Naoki Itai、モチヅキヤスノリ |          | 4:34 |
| 3.             | 「太陽」             | 山猿      | 山猿                               | AIBA                         | 川口圭太 | 4:06 |
| 4.             | 「幸せのありか」     | 山猿      | 山猿、立山秋航                     | RYLL                         |          | 4:23 |
| 5.             | 「バカみたい!!」     | 山猿      | 山猿、久下真音                     | 久下真音                     |          | 3:54 |
| 6.             | 「NO PAIN, NO GAIN」 | 山猿      | 山猿、SHO-W                        | SHO-W                        |          | 3:36 |
| 7.             | 「ひとりごと」       | 山猿      | 山猿、川口圭太                     | 川口圭太                     |          | 4:06 |
| 8.             | 「アオハル」         | 山猿      | 山猿、nakaokaan                    | nakaokaan                    |          | 3:45 |
| 9.             | 「赤い糸」           | 山猿      | 山猿                               | soundbreakers                |          | 5:07 |
| 10.            | 「バイバイ‥」        | 山猿      | 山猿、Naoki Itai、モチヅキヤスノリ | Naoki Itai、モチヅキヤスノリ |          | 4:47 |
| 11.            | 「DREAMER」          | 山猿      | 山猿、Naoki Itai、モチヅキヤスノリ | Naoki Itai、モチヅキヤスノリ |          | 4:50 |
| 12.            | 「Outro」            | 山猿      | 山猿                               |                              |          | 2:54 |
| 合計時間:      | 合計時間:            | 合計時間: | 合計時間:                          | 合計時間:                    | 50:25    |      |

### 解説
1. カゲロウ
2. Now Scream!!
3. 太陽
4. 幸せのありか
10thデジタルシングルの表題曲。
5. バカみたい!!
6. NO PAIN, NO GAIN
7. ひとりごと
8. アオハル
9. 赤い糸
11thデジタルシングルの表題曲。
10. バイバイ‥
9thデジタルシングルの表題曲。
11. DREAMER
1stベストアルバムの収録曲。
12. Outro

## 参加ミュージシャン
- 山猿：Vocal

Support Musician
- Naoki Itai：Programming (#1,2,10,11) & Guitar (#1)
- モチヅキヤスノリ：Programming (#10,11) & Piano (#10,11,12) & Keyboards (#1,2,11,12)
- 川口圭太：Programming (#3,7) & Guitars (#12) & Guitar (#7)
- nakaokaan：Programming (#8) & Guitars (#3) & Guitar (#4,8)
- pw.a：Programming (#1)
- AIBA：Programming (#3)
- RYLL：Programming (#4)
- 久下真音：Programming (#5)
- SHO-W：Programming (#6)
- soundbreakers：Programming (#9)
- 大久保尚之：Additional Programming (#2)
- 白鳥義一：Guitar (#5)
- 源田爽馬：Guitars (#10)
- 山崎英明：Bass (#3,8,12)
- 北村雄太：Bass (#10,11)
- 櫻井陸来：Bass (#1)
- 城戸紘志：Drums (#3,8,10,12)
- 北村望：Drums (#1)
- BLANTZ：Scratch (#6)
- 吉田宇宙ストリングス：Strings (#4)
- 村田泰子ストリングス：Strings (#10)

## タイアップ
- ショッピングモール『ザ・モール仙台長町』20周年記念リニューアルオープンイメージソング (#3)
- 「第4回ダンロップ・スリクソン福島オープン」2017年度大会テーマソング (#8)
- 学校法人石川義塾創立125周年記念番組『ガクセキ!1・2のGO!!未来へ感動結晶』番組イメージソング (#8)
- 福井テレビ系夕方ワイド番組『おかえりなさ〜い』エンディングテーマ (#10)
- フジテレビ主催イベント『お台場ラーメンPARK in 福井』2017年度告知CMソング (#10)
- 日本テレビ系列バラエティ番組『採用!フリップNEWS』2017年4月度エンディングテーマ (#10)
- 日本テレビ系列音楽番組『バズリズム』2016年11月度エンディングテーマ (#11)
- 『山道最速王決定戦2017』テーマソング (#11)